# Dahme/Mark
Dahme/Mark (niedersorbisch Damna oder Dubna) ist eine amtsangehörige Stadt im Landkreis Teltow-Fläming im südlichen Brandenburg. Sie ist Sitz des Amtes Dahme/Mark.

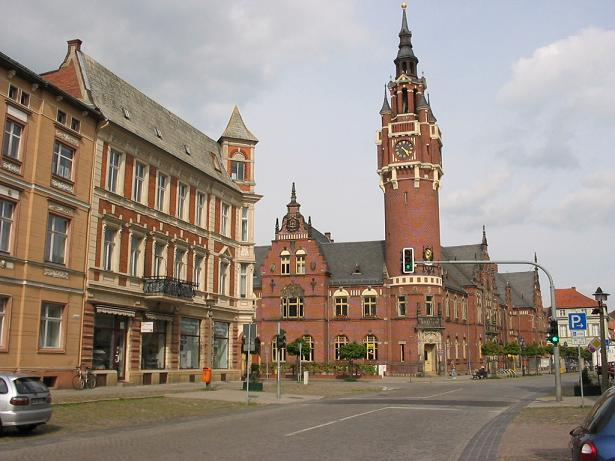
Historische Altstadt mit Rathaus

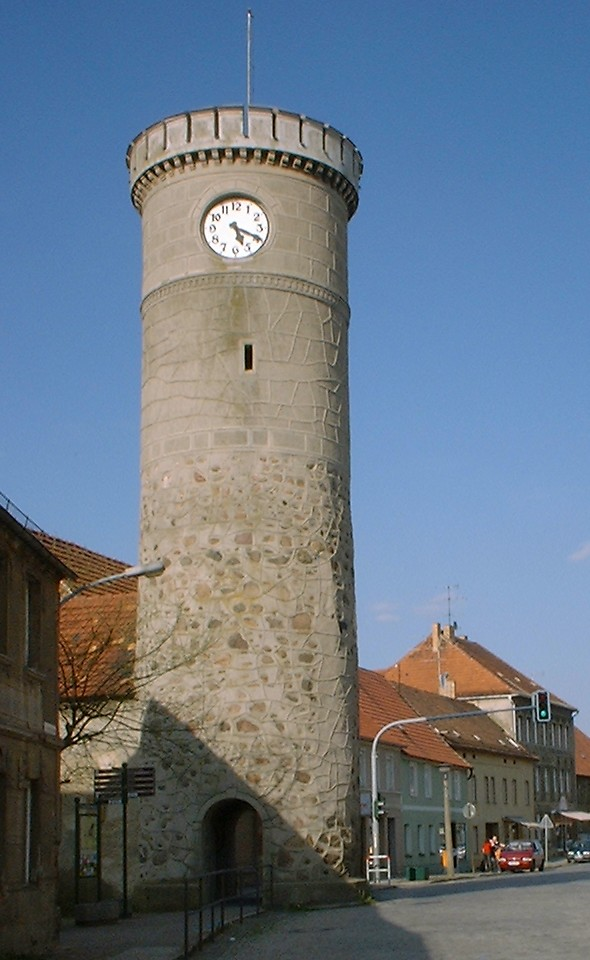
Vogelturm

## Geografie
Durch die Stadt fließt der gleichnamige Fluss Dahme, der in der Nähe entspringt und in Berlin-Köpenick in die Spree mündet. Im Dahmer Land stoßen der Niedere Fläming und der Niederlausitzer Grenzwall aneinander. Verhältnismäßig weite Felder und zahlreiche Auen prägen die Landschaft.

## Stadtgliederung
Die Stadt Dahme/Mark gliedert sich in die Ortsteile
- Buckow
- Dahme/Mark
- Gebersdorf
- Kemlitz (niedersorbisch: Kamjenica) mit dem bewohnten Gemeindeteil Altsorgefeld
- Niebendorf-Heinsdorf
- Schöna-Kolpien
- Rosenthal
- Sieb
- Schwebendorf
- Wahlsdorf mit dem bewohnten Gemeindeteil Liepe
- Zagelsdorf

Hinzu kommen die Wohnplätze Feldschlößchen, Forsthaus Rochau, Forsthaus Wahlsdorf, Heinsdorf, Kolonie Rosenthal, Kolpien, Niebendorf und Schöna.

## Geschichte

### Frühzeit bis 16. Jahrhundert
Dahme wurde erstmals 1186 als Mittelpunkt eines erstmals erwähnten Burgbezirkes genannt und um diese Zeit von Erzbischof Wichmann von Magdeburg erworben, der damit seine Herrschaft Jüterbog erweiterte. Hiltrud und Carsten Preuß gehen in ihrem Werk Die Guts- und Herrenhäuser im Landkreis Teltow-Fläming davon aus, dass die günstige Lage an der Salzstraße nach Schlesien sowie an einer Furt der Dahme die Entscheidung für diesen Standort befördert haben. Etwa zwischen 1150 und 1300 wanderten in die später Fläming genannte Region südlich von Berlin Flamen ein und gründeten dort Dörfer und Städte. 1265 wurde Dahme in einer Urkunde als Stadt erwähnt. Herrscher waren die Herren von Dahme (oder Damis), die den Ort als Lehen vom Erzbischof erhalten hatten. Sie erweiterten ihren Besitz in den nächsten Jahrzehnten bis nach Golßen. 1405 verstarb der letzte derer von Dahme kinderlos und das Amt sowie die Burg wurden vom Erzbischof erneut verpachtet. Neuer Besitzer wurde der Amtshauptmann Lippold von Klitzing, der die Burg um einen Nordflügel erweitern ließ. Der ehemalige Klostervogt des Klosters Zinnas starb 1562.

### 17. und 18. Jahrhundert
Durch den Frieden von Prag 1635 kam Dahme an Kursachsen. Kurfürst Johann Georg I. legte in seinem Testament vom 20. Juli 1652 fest, dass seine sechs Söhne eine Sekundogenitur erhalten sollten. Nachdem seinem Tod am 8. Oktober 1656 wurde am 22. April 1657 in Dresden der „Freundbrüderliche Hauptvergleich“ sowie 1663 ein weiterer Vergleich geschlossen, in dem die drei Territorien Sachsen-Weißenfels, Sachsen-Merseburg und Sachsen-Zeitz entstanden. Das Amt Dahme übernahm fortan der Sohn Herzog August von Sachsen-Weißenfels. August vergrößerte seinen Einflussbereich insbesondere um das Amt Querfurt, Magdeburg und Halle und ließ in Weißenfels das Schloss Neu-Augustusburg errichten. Nach seinem Tod übernahm sein Sohn Johann Adolf I. aus Sachsen-Weißenfels das Fürstentum Querfurt und damit Dahme. Die Residenzstadt Halle war jedoch verloren, damit auch das politische Zentrum. Die Regentschaft von Weißenfels aus erwies sich als schwierig und Dahme wurde zum Wittum. Die erste Bewohnerin, Christiane Wilhelmine von Bünau, die mit Johann Adolf ein Morganatische Ehe eingegangen war, zog 1699 in das Schloss. Nach ihrem Tod übernahm Herzog Friedrich im Jahr 1707 das Amt. Doch auch er hatte mit der großen Entfernung zu kämpfen, regierte er doch überwiegend aus Zerbst und Barby. Friedrich heiratete 1711 auf Schloss Fürstlich Drehna seine einzige Frau Emilie Agnes Reuß zu Schleiz und ließ anschließend durch den Baumeister Johann Christoph Schütze die Burg zu einem Schloss ausbauen. Kurz nach dessen Fertigstellung starb Friedrich 1715 und so wurde auch für Emilie Agnes das Schloss zum Witwensitz. Johann Adolf II. übernahm 1719 das Bauwerk und ließ die Stadt erweitern. Unter seiner Herrschaft kam es in Dahme zu einem wirtschaftlichen Aufschwung; es entstand beispielsweise die südliche Vorstadt. Nach dem Tod seiner ersten Frau Johannetta Antoinetta Juliana von Sachsen-Eisenach im Jahr 1726, verließ Johann Adolf II. zunächst Dahme, kam aber mit seiner zweiten Frau Christine Juliane von Baden-Durlach wieder in die Stadt zurück. Nach seinem Tod fiel das Amt erneut nach Kursachsen. Während der Befreiungskriege diente das Schloss als Lazarett.

### 19. bis 21. Jahrhundert
Im Jahr 1815 kam Dahme aufgrund des Wiener Kongresses zu Preußen, wo es der Provinz Brandenburg zugeordnet und in den Kreis Jüterbog-Luckenwalde eingegliedert wurde. Zur Unterscheidung vom ostholsteinischen Dahme an der Ostsee, welches ab 1866 als Teil der preußischen Provinz Schleswig-Holstein auch zum Königreich Preußen gehörte, wurde der Zusatz „Mark“ erforderlich. 1873 übernahm die Stadt das Schloss und nutzte es fortan als Museum und Schule. Im Zweiten Weltkrieg wurde das Schloss nicht beschädigt. Allerdings hatten Anfang der 1940er Jahre Umbaumaßnahmen begonnen, die nun nicht mehr weitergeführt wurden. In einem Teil des Bauwerks sollte ein Kulturhaus eingerichtet werden. Das Dach war bereits entfernt, Wasser drang ein, womit ein Verfall des Bauwerks begann. Ab 1952 gehörte Dahme zum Kreis Luckau im DDR-Bezirk Cottbus.
Seit 1993 liegt die Stadt im brandenburgischen Landkreis Teltow-Fläming. 1995 wurden erste Sicherungsmaßnahmen am Schloss durchgeführt; zehn Jahre später wurde die Schlossruine im August 2005 der Öffentlichkeit übergeben. Im gleichen Jahr wurde eine neue Trasse der Flaeming-Skate eröffnet, die durch Teile des Schlossparks führt.
Eingemeindungen
Schwebendorf wurde 1957 eingemeindet. Zagelsdorf kam 1974 hinzu. Ende 2001 wurde Dahme/Mark um vier Gemeinden, im Jahr 2003 um weitere drei Gemeinden vergrößert.
| Ehemalige Gemeinde   | Datum             | Anmerkung                                              |
| -------------------- | ----------------- | ------------------------------------------------------ |
| Altsorgefeld         | 1. Juli 1961      | Eingemeindung nach Kemlitz                             |
| Buckow               | 31. Dezember 2001 |                                                        |
| Gebersdorf           | 31. Dezember 2001 |                                                        |
| Heinsdorf            | 1. Januar 1957    | Zusammenschluss mit Niebendorf zu Niebendorf-Heinsdorf |
| Kemlitz              | 31. Dezember 2001 |                                                        |
| Kolpien              | 1. Januar 1974    | Zusammenschluss mit Schöna zu Schöna-Kolpien           |
| Niebendorf           | 1. Januar 1957    | Zusammenschluss mit Heinsdorf zu Niebendorf-Heinsdorf  |
| Niebendorf-Heinsdorf | 26. Oktober 2003  |                                                        |
| Rosenthal            | 31. Dezember 2001 |                                                        |
| Schöna               | 1. Januar 1974    | Zusammenschluss mit Kolpien zu Schöna-Kolpien          |
| Schöna-Kolpien       | 26. Oktober 2003  |                                                        |
| Schwebendorf         | 1. Januar 1957    |                                                        |
| Wahlsdorf            | 26. Oktober 2003  |                                                        |
| Zagelsdorf           | 1. Januar 1974    |                                                        |

## Bevölkerungsentwicklung
| Jahr | Einwohner |
| ---- | --------- |
| 1875 | 5 475     |
| 1890 | 5 207     |
| 1910 | 5 956     |
| 1925 | 5 229     |
| 1933 | 5 247     |
| 1939 | 5 149     |

| Jahr | Einwohner |
| ---- | --------- |
| 1946 | 6 391     |
| 1950 | 6 325     |
| 1964 | 5 396     |
| 1971 | 5 356     |
| 1981 | 4 822     |
| 1985 | 4 691     |

| Jahr | Einwohner |
| ---- | --------- |
| 1990 | 4 531     |
| 1995 | 4 180     |
| 2000 | 3 889     |
| 2005 | 5 790     |
| 2010 | 5 376     |
| 2015 | 5 073     |

| Jahr | Einwohner |
| ---- | --------- |
| 2020 | 4 862     |
| 2021 | 4 805     |
| 2022 | 4 952     |
| 2023 | 4 945     |
| 2024 | 4 957     |

Gebietsstand des jeweiligen Jahres, Einwohnerzahl: Stand 31. Dezember (ab 1991),, ab 2011 auf Basis des Zensus 2011, ab 2022 auf Basis des Zensus 2022

## Religion
28 % der Einwohner sind evangelisch, nur 2 % katholisch.
Die evangelische Kirchengemeinde Dahme mit der Kirche St. Marien gehört zum Kirchenkreis Zossen-Fläming der Evangelischen Kirche Berlin-Brandenburg-schlesische Oberlausitz (EKBO). Zum selben Kirchenkreis gehören auch die Kirchengemeinde Gebersdorf (mit den Dorfkirchen Gebersdorf, Buckow, Liepe, Niebendorf und Wahlsdorf sowie der Kirchenruine Heinsdorf) und die Kirchengemeinde St. Peter und Paul Rosenthal (mit den Dorfkirchen Rosenthal, Kemlitz und Zagelsdorf).
Altsorgefeld gehört zur Kirchengemeinde Langengrassau im Kirchenkreis Niederlausitz der EKBO, deren nächste Gotteshäuser die Dorfkirchen Falkenberg und Wüstermarke in der Gemeinde Heideblick sind.
Die Kirchengemeinden Kolpien und Schöna bilden einen Kirchengemeindeverband im Kirchenkreis Bad Liebenwerda der Evangelischen Kirche in Mitteldeutschland.
Die Katholiken sind der Pfarrei Christus König in Luckau, Bistum Görlitz, zugeordnet, die in Dahme die Filialkirche St. Antonius unterhält.

## Politik

### Stadtverordnetenversammlung
Die Stadtverordnetenversammlung von Dahme besteht aus 16 Stadtverordneten und dem ehrenamtlichen Bürgermeister. Die Kommunalwahl am 9. Juni 2024 führte bei einer Wahlbeteiligung von 65,4 % zu folgendem Ergebnis:
| Partei / Wählergruppe                   | Stimmenanteil 2019 | Sitze 2019 |  | Stimmenanteil 2024 | Sitze 2024 |
| --------------------------------------- | ------------------ | ---------- |  | ------------------ | ---------- |
| Freie Wählergemeinschaft Dahme / CDU    | 35,5 %             | 6          |  | 43,2 %             | 7          |
| Wählergemeinschaft Dahmer Umland (WGDU) | 19,0 %             | 3          |  | 16,5 %             | 3          |
| SPD                                     | 13,0 %             | 2          |  | 13,8 %             | 2          |
| Wählergruppe Landleben (WLL)            | 11,4 %             | 2          |  | 10,4 %             | 2          |
| Die Linke                               | 16,5 %             | 2          |  | 09,5 %             | 2          |
| Einzelbewerber Rico Oppitz              | –                  | –          |  | 03,2 %             | –          |
| Die PARTEI / Die PDS                    | –                  | –          |  | 02,0 %             | –          |
| Einzelbewerberin Stephanie Hilscher     | –                  | –          |  | 01,4 %             | –          |
| Bündnis 90/Die Grünen                   | 04,6 %             | 1          |  | –                  | –          |
| Insgesamt                               | 100 %              | 16         |  | 100 %              | 16         |

### Bürgermeister
- seit 1998: Thomas Willweber (Freie Wählergemeinschaft Dahme)[15]

Willweber setzte sich bei der Bürgermeisterwahl am 9. Juli 2024 mit 57,7 % der gültigen Stimmen gegen drei Mitbewerber durch und wurde wiederum in seinem Amt bestätigt. Seine Amtszeit beträgt fünf Jahre.

### Wappen
| Wappen von Dahme/Mark | Blasonierung: „In Silber eine zinnengekrönte rote Mauer mit drei bezinnten Rundtürmen, offenem schwarzen Tor und hochgezogenem silbernem Fallgatter; auf dem höheren und stärkeren Mittelturm, an dem links eine schwarze Leiter lehnt, eine wachsende, natürliche, blaugekleidete weibliche Figur mit grünem Palmenzweig in der erhobenen Rechten.“ |
| Wappen von Dahme/Mark | Wappenbegründung: Das Wappen ist eine Anlehnung an das Magdeburger Stadtwappen, da die Stadt zum Erzbistum Magdeburg gehörte. Auch dort ist die Frauengestalt im Wappen redend. Das früheste noch überlieferte Wappen der „CIVITATIS DAMEN“ von 1399 sowie weitere des 15. und 16. Jahrhunderts zeigen eine dreitürmige Burg mit Leiter, jedoch ohne Frauengestalt. Das Zwiebeldach des Mittelturms wurde später durch die Frauengestalt ersetzt. Das Wappen wurde am 3. Juli 1992 durch das Ministerium des Innern genehmigt, geht aber auf bereits im 17. Jahrhundert gebräuchliche Siegel zurück. |

### Flagge
Die Flagge ist Rot - Weiß (1:1) gestreift und mittig mit dem Stadtwappen belegt.

### Partnerschaft
Die Amtsverwaltung Dahme/Mark ist mit der Verwaltung der Verbandsgemeinde Vallendar in Rheinland-Pfalz partnerschaftlich verbunden.

## Sehenswürdigkeiten und Kultur
In der Liste der Baudenkmale in Dahme/Mark und in der Liste der Bodendenkmale in Dahme/Mark stehen die in der Denkmalliste des Landes Brandenburgs eingetragenen Kulturdenkmale.

### Bauwerke
- Historische Altstadt, von einer aus Raseneisensteinen und Feldsteinen erbauten Stadtmauer umgeben, die als Eiserne Mauer bezeichnet wird; sie wurde bereits 1265 urkundlich erwähnt und ist zu 80 % erhalten. Im Juli 2004 wurde die Stadtmauer von der Arbeitsgemeinschaft „Städte mit historischen Stadtkernen“, in der Dahme Mitglied ist, als „Denkmal des Monats“ ausgezeichnet.
- Grundmauern der Kirche St. Marien, stammen aus der Mitte des 13. Jahrhunderts.[19] Der Ort und somit die Kirche brannten mehrmals ab, das letzte Mal am 27. Juni 1666. Ab 1670 wurde die Kirche im Stil des Barocks wieder aufgebaut. Der Altar im Inneren stammt aus dem Jahr 1678, die Orgel von Alexander Schuke (II/19) aus dem Jahr 1989. Eine denkmalgerechte Sanierung des gesamten Dachstuhls erfolgte von 2012 bis 2014.
- Schloss Dahme, unter Einbeziehung der Bausubstanz einer mittelalterlichen Wasserburg der Herren von Dahme unter den Herzögen von Sachsen-Weißenfels Friedrich und Johann Adolf II. von 1711 bis 1714 zu einem Barockschloss mit repräsentativem Mittelrisalit umgestaltet. An dem Bau waren der schlesische Baumeister Elias Scholtz und der sächsische Baumeister Johann Christoph Schütze beteiligt. Nach abgebrochenen Sanierungsmaßnahmen verfiel die Schlossanlage nach 1957 zur Ruine, die von 1994 bis 2008 unter Beteiligung der Deutschen Stiftung Denkmalschutz gesichert worden ist und seitdem kulturellen Zwecken dient.
- Rathaus, 1893/1894 nach einem Entwurf des Architekten Max Jacob im Stil der Neorenaissance in Backsteinbauweise errichtet. Davor befindet sich am alten Markt eine kursächsische Postdistanzsäule.
- Vogelturm, gehörte ehemals zum Jüterboger Tor, einem der beiden Stadttore, 1563 bei einem Stadtbrand stark beschädigt und 1892 wieder aufgebaut.
- Kornspeicher, 1724 errichtet, größtes Fachwerkgebäude in Dahme (bis 1989 genutzt). In einem 1735 erbauten Fachwerkgebäude an der Nordwestecke des Töpfermarktes sind das Heimatmuseum und die Stadtbibliothek untergebracht.
- Dorfkirche Kemlitz, entstand im Jahr 1856 im Rundbogenstil, die Kirchenausstattung stammt aus der Bauzeit
- Dorfkirche Niebendorf, ein aus der Spätromanik stammender, im 17. Jahrhundert stark veränderter Feldsteinbau mit umfangreicher barocker Ausstattung. Unter dem Innenputz wurden 2009/2010 von der Denkmalpflege ebenfalls barocke Ausmalungen freigelegt.[20][21] Der Innenraum der Kirche wird seit 2009 in Abschnitten restauriert.
- Kirchenruine Heinsdorf aus der Mitte des 13. Jahrhunderts, abgetragen 1970, da baufällig, Grundmauern blieben stehen
- Dorfkirche Rosenthal, spätromanische Feldsteinkirche, die eventuell noch im späten 12. Jahrhundert entstanden ist. Im Innenraum steht unter anderem ein Altarretabel aus dem Jahr 1627.
- Dorfkirche Wahlsdorf, spätromanische Feldsteinkirche aus der ersten Hälfte des 13. Jahrhunderts, die Kirchenausstattung ist neugotisch
- Dorfkirche Zagelsdorf, Feldsteinkirche aus dem 14./15. Jahrhundert. Als Altarretabel dient eine Schriftkartusche, die auf das Jahr 1708 datiert ist.

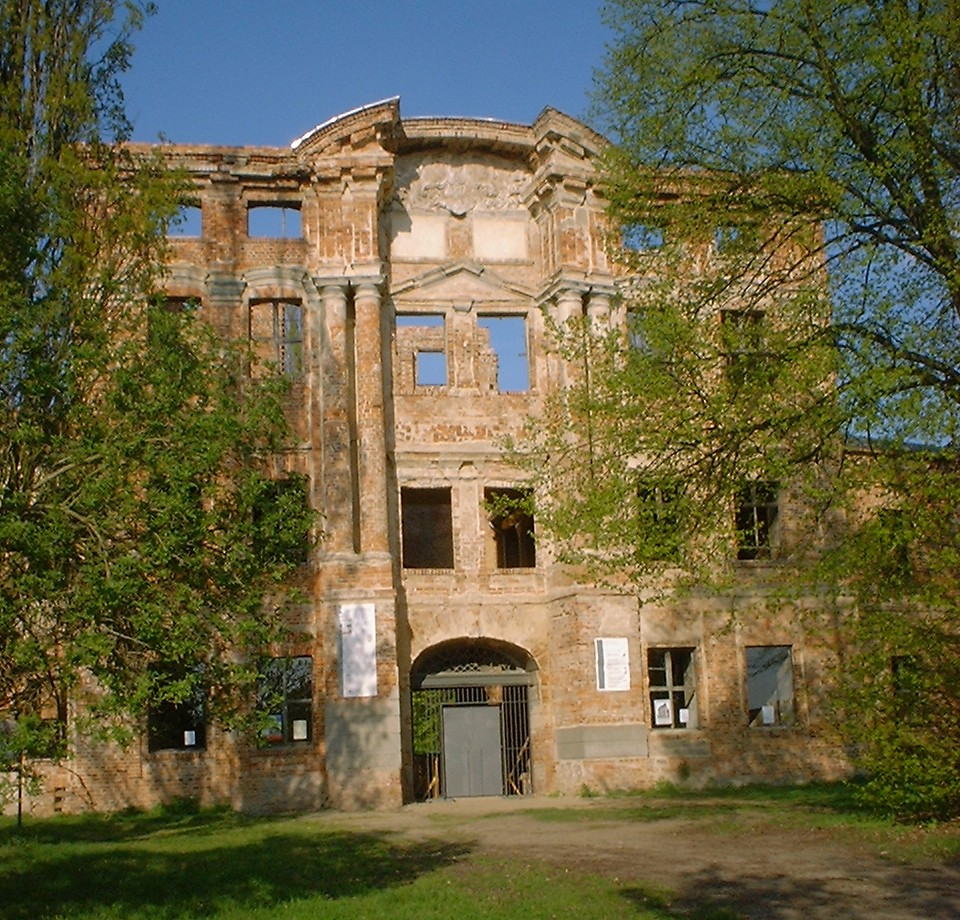
Schlossruine
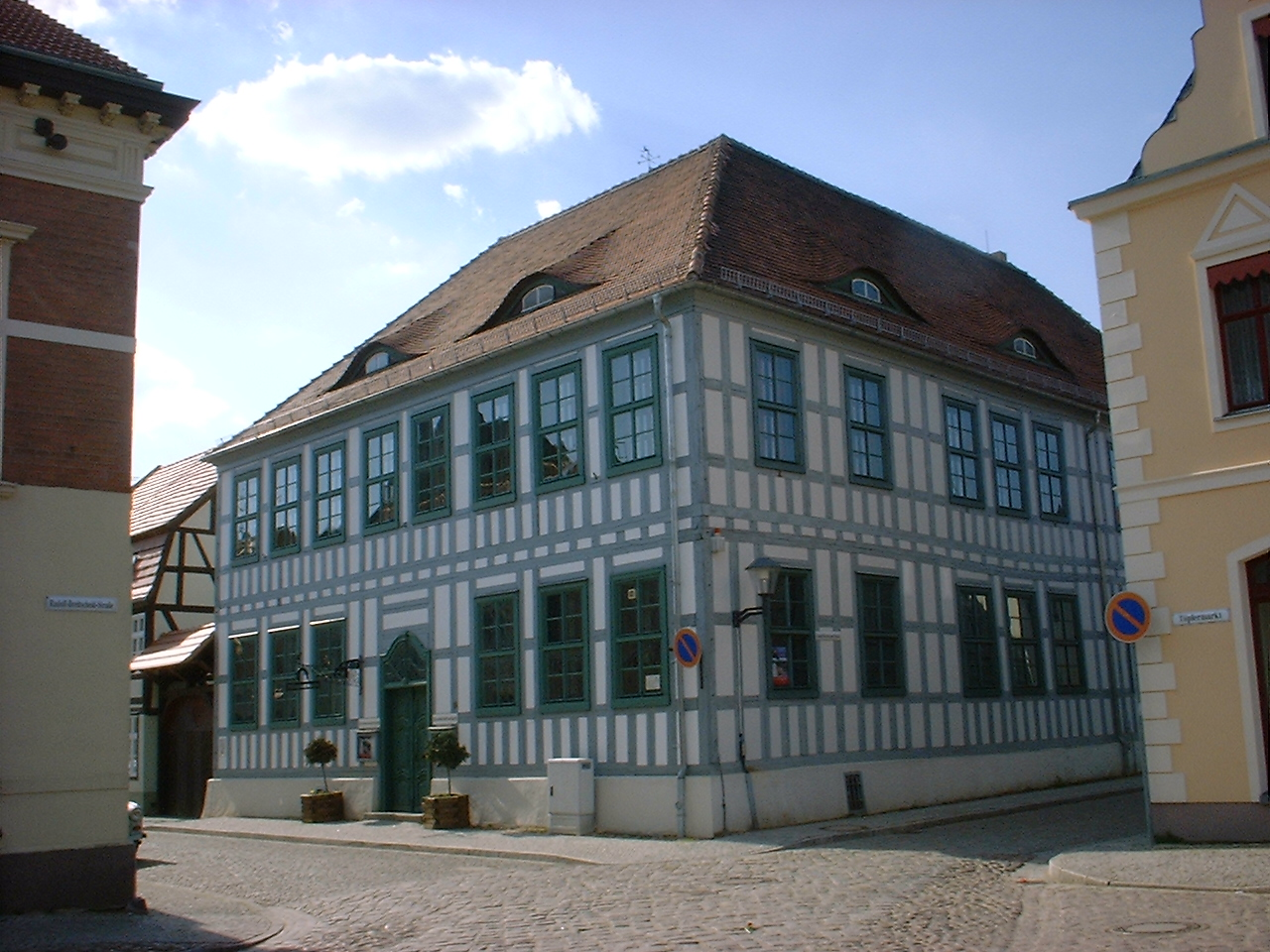
Heimatmuseum und Stadtbibliothek am Töpfermarkt
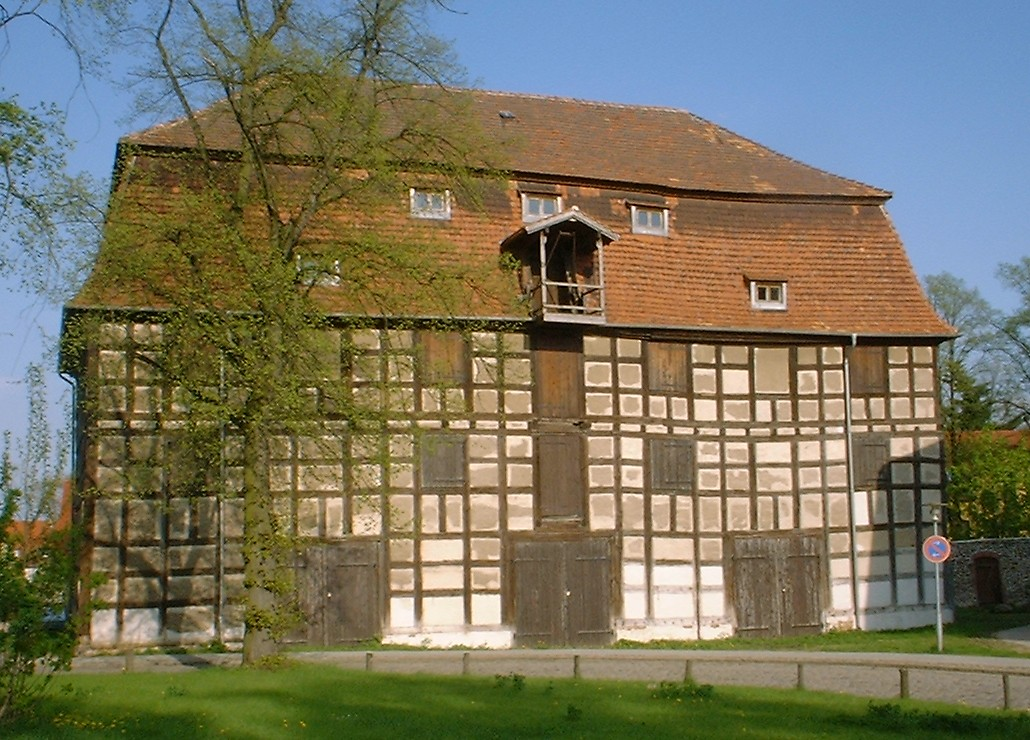
Kornspeicher
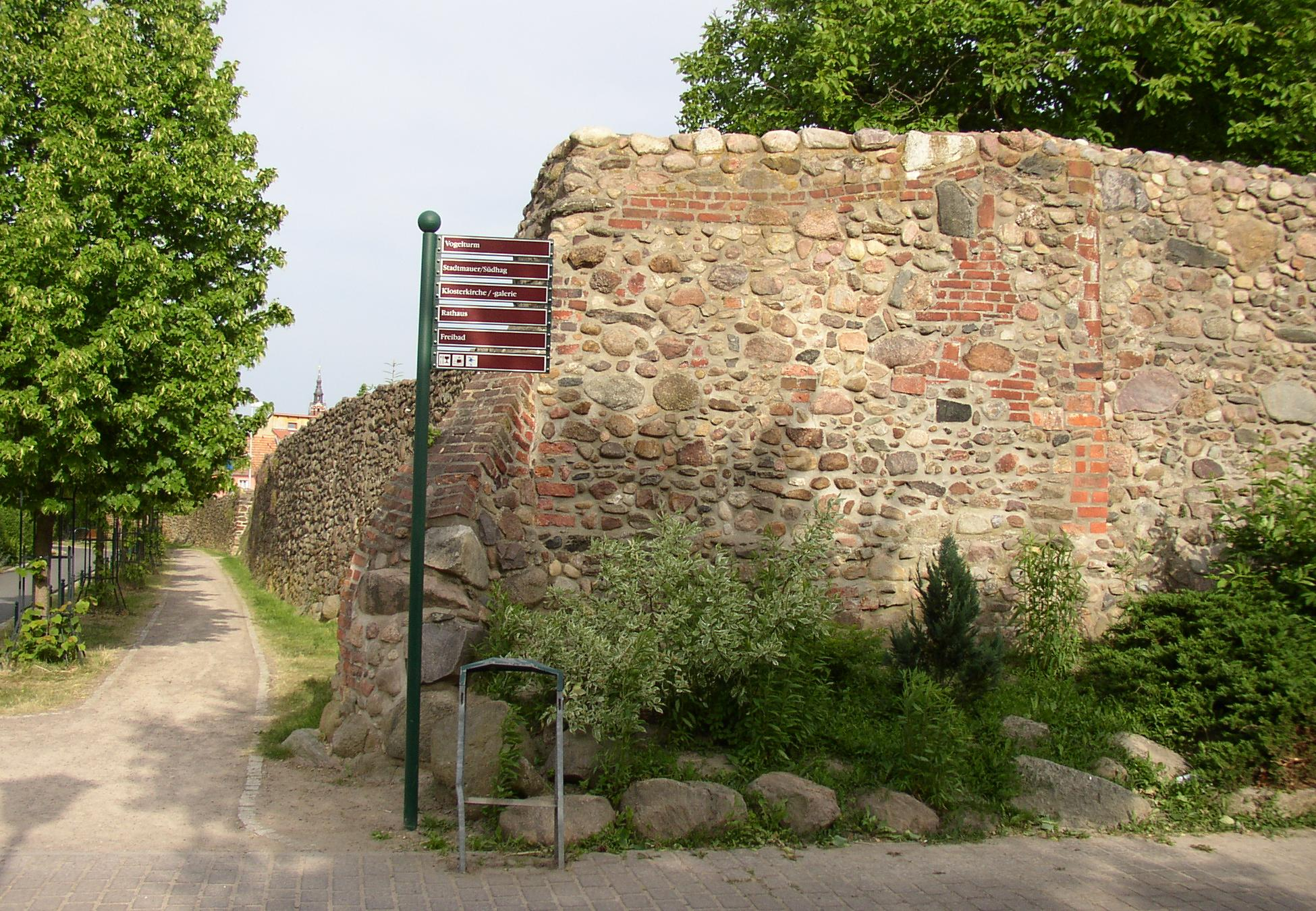
Stadtmauer
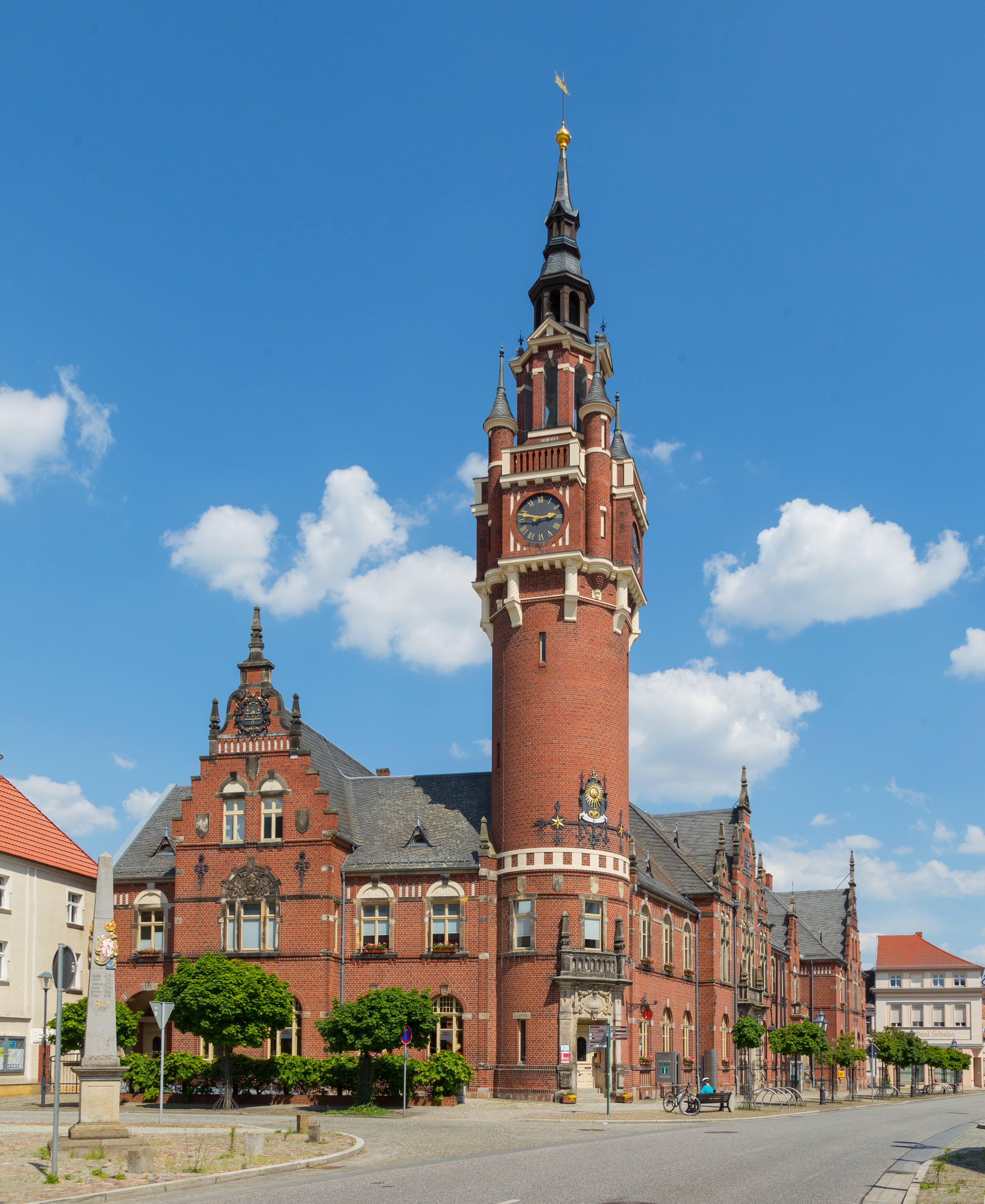
Rathaus
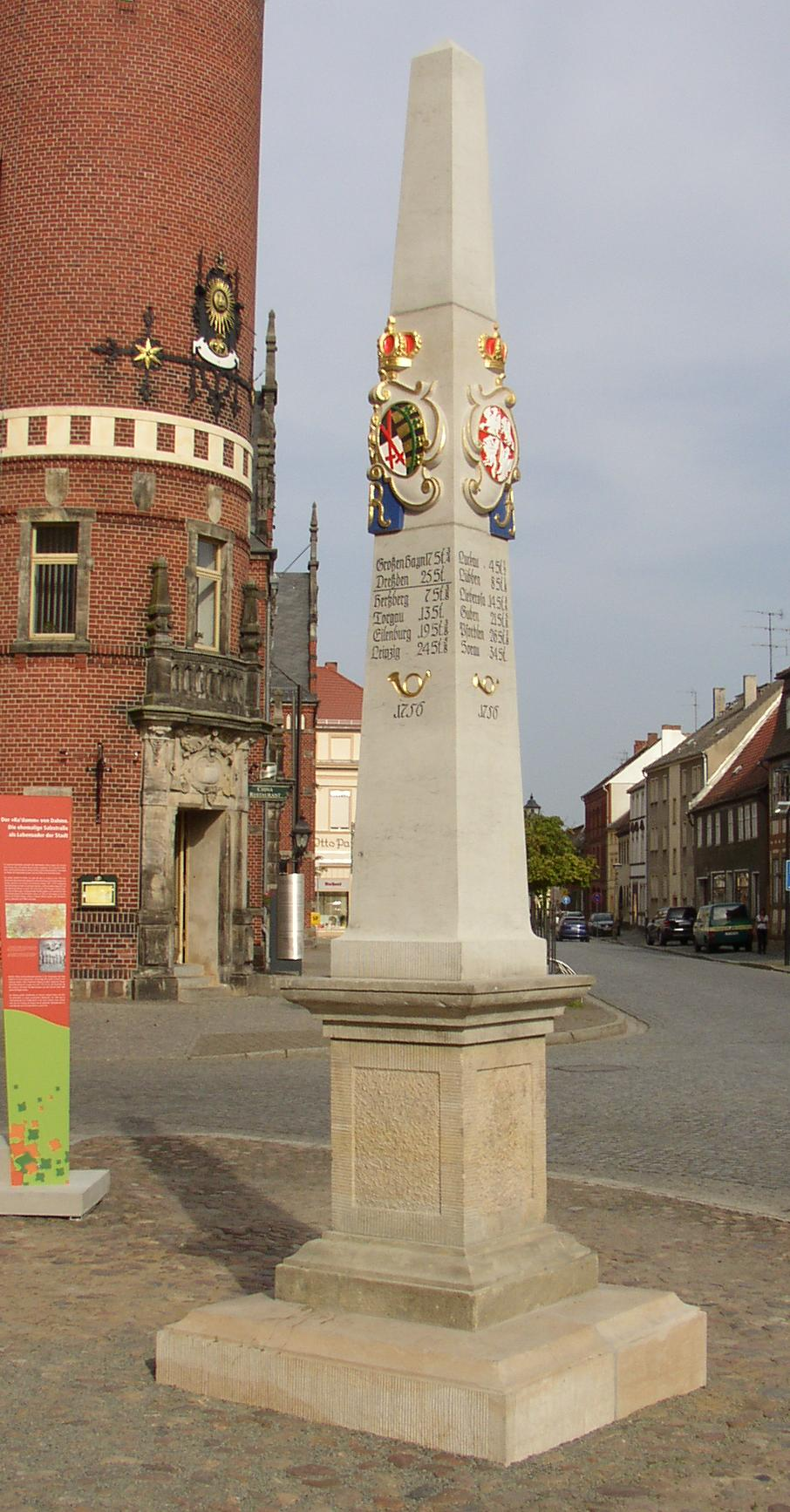
Kursächsische Postmeilensäule
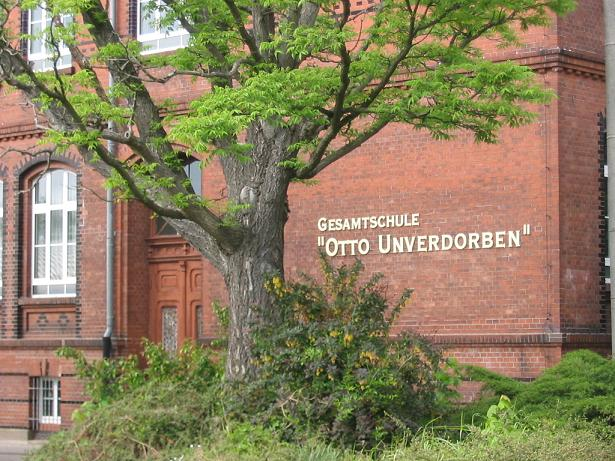
Gesamtschule „Otto Unverdorben“

### Parks
Im Schlosspark gibt es seit 1901 einen kleinen Tierpark. Im nordöstlichen Bereich des Schlossparks befindet sich ein sowjetischer Ehrenfriedhof mit knapp 100 Gräbern und einem Gedenkstein, der an die Kämpfe um die Stadt im April 1945 erinnert.

### Naturdenkmale
In den benachbarten Naturparks Niederlausitzer Landrücken und Dahme-Heideseen kommen Radfahrer und Wanderer auf gut ausgebauten Wegen auf ihre Kosten; Wassersportfreunden stehen viele Seen zur Verfügung.

### Geschichtsdenkmale
Ehrenmal für die Opfer des Nationalsozialismus am Otto-Zacke-Platz

### Regelmäßige Veranstaltungen
Regelmäßig werden in Dahme alte flämische Bräuche gepflegt, z. B. feiert man nach wie vor die Fastnacht, backt bei Volksfesten Klemmkuchen über offenem Feuer oder trägt zu besonderen Anlässen die Flämingtracht.

## Wirtschaft und Infrastruktur

### Verkehr
Dahme liegt an der Bundesstraße 102 zwischen Jüterbog und Luckau. Auch die Landesstraßen L 70 (Trebbin–Doberlug-Kirchhain) und L 71 (Schönewalde–Drahnsdorf) führen durch die Stadt.
Von 1886 bis 1968 (Personenverkehr) bzw. 1993 (Güterverkehr) verband die Bahnstrecke Uckro–Dahme die Bahnhöfe Dahme (Mark) und Kemlitz mit Uckro an der Bahnstrecke Berlin–Dresden. Über die Luckenwalde–Jüterboger Eisenbahn war die Stadt bis 1963 mit Luckenwalde und Jüterbog verbunden.
Heute (Stand: 2016) ist der Ort durch folgende Buslinien der RVS und der VTF an den ÖPNV angebunden:
- 466 Dahme – Sieb – Luckau
- 467 Dahme – Wildau-Wentdorf – Prensdorf – Drahnsdorf – Luckau (nur Mo–Fr, bis auf eine Fahrt nur an Schultagen)
- 470 Dahme – Glienig – Hohendorf (LDS) – Golßen (nur Mo–Fr)
- 754 Dahme – Reinsdorf – Hohengörsdorf – Jüterbog
- 756 Dahme – Hohenseefeld – Wahlsdorf – Petkus – Luckenwalde (Der Abschnitt Petkus – Luckenwalde wird nur Mo–Fr bedient)
- 773 Ringlinie: Dahme – Lebusa – Knippelsdorf – Bollensdorf – Dahme
- 774 Dahme – Weißen – Reinsdorf – Werbig (an Schultagen 1 bis 2 Fahrten von/nach Jüterbog)
- 775 Dahme – Görsdorf – Liedekahle – Wildau-Wentdorf (2 Fahrten am Wochenende)

### Sport
Die Stadt liegt am Fläming-Skate und besitzt ein Freibad, eine Mehrzweckhalle, einen Tennisplatz und ein Fußballfeld. Im TSV Empor Dahme werden zahlreiche Sportarten betrieben.

## Persönlichkeiten

### Söhne und Töchter der Stadt
- Georg Buchholzer (um 1503–1566), lutherischer Theologe und Reformator
- Abraham Buchholzer (1529–1584), Historiker
- Georg Gentius (1618–1687), Orientalist[24]
- Johann Gottfried Leschnert (1681–1747), Pädagoge und Historiker
- Otto Unverdorben (1806–1873), Kaufmann und Apotheker, Entdecker des Anilins
- Christian Gottlieb Teichelmann (1807–1888), Missionar und Sprachforscher
- Friedrich Wilhelm Kullrich (1821–1887), Medailleur. Im Dahmer Heimatmuseum befindet sich eine Sammlung seiner Medaillen.
- Max Jacob (1849–1921), Architekt
- Wilhelm Schulze-Rose (1872–1950), Maler
- Paul Grasse (1883–1946), Gewerkschaftsfunktionär, Widerstandskämpfer gegen das NS-Regime
- Marie Kahle (1893–1948), verfasste 1945 in London über ihre Erfahrungen in Nazi-Deutschland das Buch „What would you have done?“
- Fritz Oelze (1923–2019), Arzt und SPD-Politiker
- Karsten Greve (* 1946), Kunsthändler
- Roswitha Krause (* 1949), Schwimmerin und Handballspielerin
- Jürgen Villmow (* 1955), Künstler und Architekt
- Birgit Vanderbeke (1956–2021), Schriftstellerin
- Marco Thinius (* 1968), Fagottist und Schachspieler
- Johanna Pfau (* 1971), Bühnen- und Kostümbildnerin

### Mit Dahme verbundene Persönlichkeiten
- Johann Gottfried Krause (1685–1746), Theologe und Kirchenlieddichter, ab 1721 Superintendent in Dahme
- Hermann Hellriegel (1831–1895), erster Leiter der landwirtschaftlichen Versuchsstation in Dahme von 1857 bis 1873
- Paul Sorauer (1839–1916), Botaniker und Phytomediziner, Assistent von Hermann Hellriegel in Dahme von 1868 bis 1872
- Hermann Wilfarth (1853–1904), Agrikulturchemiker, Assistent an der landwirtschaftlichen Versuchsstation in Dahme von 1879 bis 1882
- Johannes Grönland (1824–1891), Professor für Botanik an der landwirtschaftlichen Versuchsstation in Dahme von 1872 bis 1891
- Johannes Fittbogen, Nachfolger von Hellriegel als Leiter der landwirtschaftlichen Versuchsstation von 1874 bis 1885
- Richard Ulbricht (1834–1907), leitete von 1886 bis 1904 die landwirtschaftliche Versuchsstation in Dahme
- Frieda Amerlan (1841–1924), Jugendschriftstellerin, lebte von 1895 bis zu ihrem Tod als Stiftsdame in Dahme
- Otto Lemmermann (1869–1953), leitete von 1904 bis 1905 die landwirtschaftliche Versuchsstation in Dahme bis zu ihrer Verlegung nach Berlin
- Otto Zacke (1888–1943), SPD-Ortsvorsitzender und Abgeordneter des Preußischen Provinziallandtags, gestorben an den Folgen seiner Haft im KZ Oranienburg. An ihn erinnert seit 1969 eine Gedenktafel an der Friedhofsaußenmauer in der Tränkestraße.
- Max Hannemann (1893–1945), Zigarrenmacher und SPD-Stadtverordneter, 1944 im KZ Sachsenhausen inhaftiert, umgekommen beim Todesmarsch im April 1945 nach Hamburg. An ihn erinnert eine Gedenktafel in der Max-Hannemann-Straße 50.
- Günther Marks (1897–1978), Kirchenmusiker und Komponist; Dozent für Orgelspiel und Kirchenmusik am evangelischen katechetischen Seminar in Dahme
- Volker Ochs (1929–2018), Komponist und Kirchenmusikdirektor, lebte als Ehrenbürger in Dahme/Mark
- Erwin Patzke (1929–2018), Botaniker, lebte von 1936 bis 1939 und von 1945 bis 1953 in Dahme/Mark
- Werner Pfeiffer (1929–2005), Lehrer und Autor, lebte nach seiner Entlassung aus sowjetischer Zwangsarbeit in Dahme/Mark, bis er als 17-jähriger Schüler für zehn Jahre in einem Arbeitserziehungslager inhaftiert war. Seine Leidenszeit beschrieb er in Mit 15 in die Hölle und Abgeholt. Chronik einer geraubten Jugend.
- Manfred Rosenberg (1929–2020), Dirigent des DEFA-Sinfonieorchesters, Abitur in Dahme/Mark